# Ван-Верт (округ, Огайо)
40°52′ пн. ш. 84°35′ зх. д. / 40.86° пн. ш. 84.59° зх. д.
О́круг Ван-Верт (англ. Van Wert County) — округ (графство) у штаті Огайо, США. Ідентифікатор округу 39161.

## Історія
Офіційно утворений в 1820 році.

## Демографія
За даними перепису
2000 року
загальне населення округу становило 29659 осіб, зокрема міського населення було 14366, а сільського — 15293.
Серед мешканців округу чоловіків було 14487, а жінок — 15172. В окрузі було 11587 домогосподарств, 8358 родин, які мешкали в 12363 будинках.
Середній розмір родини становив 3.
Віковий розподіл населення поданий у таблиці:
| Стать    | До 15 років | 15-21 | 22-29 | 30-39 | 40-49 | 50-65 | 65-85 | Понад 85 |
| -------- | ----------- | ----- | ----- | ----- | ----- | ----- | ----- | -------- |
| Чоловіки | 3211        | 1526  | 1395  | 1964  | 2277  | 2227  | 1703  | 184      |
| Жінки    | 3094        | 1409  | 1290  | 2036  | 2238  | 2400  | 2278  | 427      |

## Суміжні округи
- Полдінґ — північ
- Патнем — північний схід
- Аллен — схід
- Оґлез — південний схід
- Мерсер — південь
- Адамс, Індіана — південний захід
- Аллен, Індіана — північний захід

## Виноски
1. ↑  Ohio County Profiles: Van Wert County. Ohio Department of Development. Архів оригіналу (PDF) за 13 липня 2013. Процитовано 28 квітня 2007.
2. ↑  U.S. Decennial Census. United States Census Bureau. Архів оригіналу за 26 квітня 2015. Процитовано 11 лютого 2015.
3. ↑  Historical Census Browser. University of Virginia Library. Архів оригіналу за 11 серпня 2012. Процитовано 11 лютого 2015.
4. ↑  Forstall, Richard L., ред. (27 березня 1995). Population of Counties by Decennial Census: 1900 to 1990. United States Census Bureau. Архів оригіналу за 14 лютого 2015. Процитовано 11 лютого 2015.
5. ↑  Census 2000 PHC-T-4. Ranking Tables for Counties: 1990 and 2000 (PDF). United States Census Bureau. 2 квітня 2001. Архів оригіналу (PDF) за 18 грудня 2014. Процитовано 11 лютого 2015.
6. ↑  State & County QuickFacts. United States Census Bureau. Архів оригіналу за 5 вересня 2015. Процитовано 11 лютого 2015.(англ.) Наведено за англійською вікіпедією.
7. ↑  American FactFinder. Бюро перепису населення США. Архів оригіналу за 26 лютого 2012. Процитовано 31 січня 2008.

| США | Це незавершена стаття з географії США. Ви можете допомогти проєкту, виправивши або дописавши її. |